# Fred Schule
Frederick William Schule (* 27. September 1879 in Fairfield, Ohio; † 14. September 1962 in New York) war ein US-amerikanischer Hürdenläufer und Olympiasieger.
Schule studierte an der University of Michigan. 1903 gewann er über 120 Yards Hürden seinen ersten AAU-Meistertitel. Trotz dieses Titels galt Schule beim 110-Meter-Hürdenlauf der Olympischen Spiele 1904 in St. Louis nicht als Favorit. Einer seiner schärfsten Kontrahenten Edwin Clapp, 1903 und 1904 zweifacher IC4A-Meister über 120 Yards Hürden, erschien jedoch nicht zu den Vorläufen.
Schule gewann seinen Vorlauf ohne Mühe. Im Finale konnte er dann Thaddeus Schideler, der einen Monat vor dem olympischen Finale in 15,0 Sekunden einen inoffiziellen Weltrekord über diese Strecke gelaufen war, auf Distanz halten und gewann am Ende mit zwei Yards Vorsprung das Rennen.
Fred Schule starb im Alter von 82 Jahren in New York.